# 이병훈 (배우)
이병훈(1976년 11월 30일 ~ )은 대한민국의 배우이다.

## 연기 활동

### 드라마
- 2007년 MBC 아침드라마 《내 곁에 있어》
- 2011년 KBS2 수목드라마 《가시나무새》
- 2014년 KBS2 TV소설 《순금의 땅》 ... 윤정수 역
- 2015년 KBS2 일일드라마 《다 잘될 거야》 ... 김성욱 역
- 2016년 KBS1 대하드라마 《장영실》... 이순지 역
- 2018년 KBS2 일일드라마 《끝까지 사랑》
- 2019년 KBS2 수목드라마 《99억의 여자》 ... 박준배 역
- 2020년 KBS2 일일드라마 《비밀의 남자》 ... 강완석 검사 역
- 2022년 KBS1 대하드라마 《태종 이방원》 ... 강상인 역
- 2024년 KBS1 일일드라마 《결혼하자 맹꽁아!》 ... 맹경솔 역
- 2025년 KBS2TV 주말드라마 《독수리 5형제를 부탁해!》... 고자동 역

### 영화
- 2017년 《박열》 ... 사토무라 긴조 역
- 2022년 《감동주의보》 ... 부동산 사내 1 (최씨) 역